# سکوهروف (ناحیه بروون)
سکوهروف (به چکی: Skuhrov) یک منطقهٔ مسکونی در جمهوری چک است که در ناحیه بروون واقع شده‌است. سکوهروف ۸٫۶۷ کیلومتر مربع مساحت و ۳۹۵ نفر جمعیت دارد و ۳۴۲ متر بالاتر از سطح دریا واقع شده‌است.